# جف بس
جف بَس (انگلیسی: Jeff Bass؛ زادهٔ ۱۶ مهٔ ۱۹۶۱) تهیه‌کننده موسیقی آمریکایی از دیترویت میشیگان است که بیشتر به‌عنوان یکی از برادران بس و کار با امینم شناخته می‌شود. بس یکی از تأثیرگذارترین افراد در حرفه امینم در نظر گرفته می‌شود.
او در هفتاد و پنجمین دوره جوایز اسکار در سال ۲۰۰۲ میلادی، بابت تهیهٔ ترانهٔ «خودتو غرق کن» برندهٔ جایزه اسکار بهترین ترانه شد. این ترانه در فیلم سینمایی ۸ مایل جای داشت که نخستین حضور امینم در سینما بود. امینم و بس پیشتر برای اسلیم شیدی ال‌پی مشترکاً برنده جایزه گرمی بهترین آلبوم رپ سال ۱۹۹۹ شده بودند.